# Curvatura
Em matemática, uma curvatura é qualquer um de uma série de conceitos vagamente relacionadas em diferentes áreas da geometria. Intuitivamente, curvatura é a quantidade na qual um objeto geométrico se desvia do plano, ou reto no caso de uma linha, mas esta é definida de diferentes formas, dependendo do contexto. Há uma diferença fundamental entre a curvatura extrínseca, que é definida para objetos incorporados em outro espaço (geralmente um espaço euclidiano) de um modo que se relaciona com o raio de curvatura de círculos que tocam o objeto, e curvatura intrínseca, que é definida em cada ponto de uma variedade de Riemann. Este artigo lida principalmente com o primeiro conceito.
O exemplo clássico de curvatura extrínseca é a de um círculo, que em todos os lugares tem curvatura igual ao inverso do seu raio. Círculos menores dobram-se mais acentuadamente, e, portanto, têm maior curvatura. A curvatura de uma curva suave é definida como a curvatura do seu círculo osculador em cada ponto.
Mais vulgarmente isto é uma quantidade escalar, mas pode-se também definir um vetor de curvatura que leva em conta a direção da dobra, bem como a sua nitidez. A curvatura de objetos mais complexos (tais como superfícies ou até mesmo curvas n-dimensionais de espaços) é descrita por mais objetos complexos de álgebra linear, tais como o tensor de curvatura geral de Riemann.

## História
A curvatura de uma curva diferenciável foi originalmente definida através de círculos osculantes . Nesse cenário, Augustin-Louis Cauchy mostrou que o centro da curvatura é o ponto de interseção de duas linhas normais infinitamente próximas da curva.

## Geometria diferencial

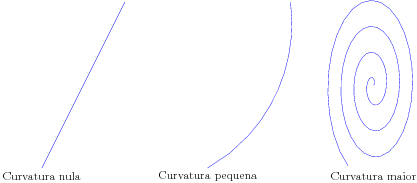
Diferentes curvaturas.

Os vetores T e N em dois pontos em uma curva plana, uma versão traduzida do segundo quadro (pontilhada) e a alteração em T : δT δs é a distância entre os pontos. No limite dT/ds estará na direção N e a curvatura descreve a velocidade de rotação do quadro.

Seja C o gráfico de uma função vetorial, no espaço bi ou tridimensional, parametrizada em função do comprimento de arco. A ideia de curvatura está ligada à variação do vetor tangente com respeito ao comprimento de arco s. O vetor tangente T varia somente em direção, visto que tem comprimento constante de norma unitária. Se C for uma reta, a direção de T permanece constante e dizemos então que tem curvatura nula. Note também que um círculo terá curvatura constante, já que o raio da curvatura do círculo é constante.
Se C for uma curva lisa no espaço bi ou tridimensional parametrizada pelo comprimento do arco, então a curvatura de C, é uma função escalar denotada por {\displaystyle \kappa =\kappa (s)}(onde κ é a letra grega kappa) e é definida por:
{\displaystyle \kappa (s)=\left\Vert {dT \over ds}\right\Vert =\lVert r''(s)\rVert }
Observe que {\displaystyle \kappa (s)}é uma função real de s, uma vez que é o comprimento de {\displaystyle d{\vec {T}}/ds} que mede a curvatura.
Temos que {\displaystyle d{\vec {T}}/ds} é paralelo ao vetor normal {\displaystyle {\vec {N}}}, ou seja
{\displaystyle {d{\vec {T}} \over ds}=\kappa {\vec {N}}}, onde {\displaystyle \kappa (t)>0}

### Fórmulas Frenet – Serret para curvas planas
A expressão da curvatura Em termos de parametrização no comprimento do arco, é essencialmente a primeira fórmula de Frenet – Serret:
{\displaystyle \mathbf {T} '(s)=\kappa (s)\mathbf {N} (s),}
onde os primos se referem às derivadas em relação ao comprimento do arco s, e N(s) é o vetor unitário normal na direção de T'(s) .
Como as curvas planares têm torção zero, a segunda fórmula de Frenet-Serret fornece a relação
{\displaystyle {\begin{aligned}{\frac {d\mathbf {N} }{ds}}&=-\kappa \mathbf {T} ,\\&=-\kappa {\frac {d{\boldsymbol {\gamma }}}{ds}}.\end{aligned}}}
Para uma parametrização geral por um parâmetro t, é necessário expressões envolvendo derivadas em relação a t . Como estes são obtidos pela multiplicação por {\displaystyle {\operatorname {d} \!s \over \operatorname {d} \!t}} dos derivados em relação a s, é necessário, para qualquer parametrização adequada

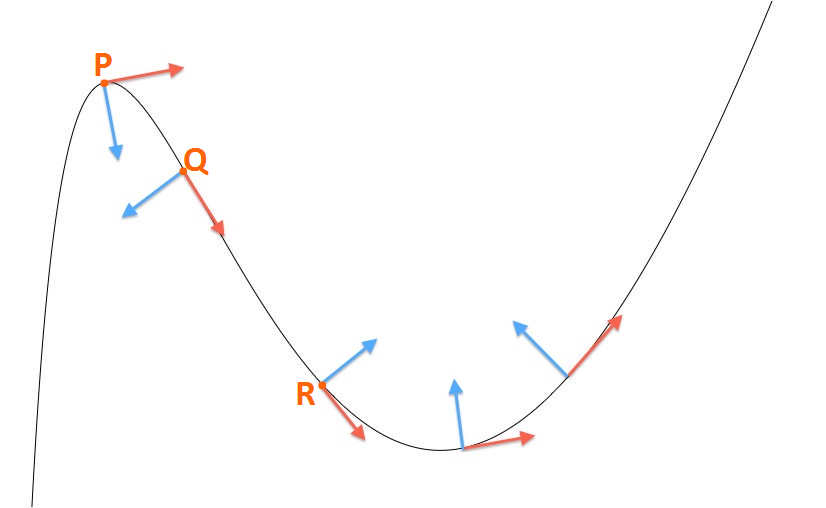
Curva C. No ponto P, C se curva fortemente, no ponto Q o encurvamento é praticamente nulo e no ponto R a curva C curva-se levemente.

{\displaystyle \mathbf {N} '(t)=-\kappa (t){\boldsymbol {\gamma }}'(t).}

### A curvatura em termos de um parâmetro qualquert
Seja {\displaystyle {\vec {r}}(t)} uma função vetorial lisa no espaço bi ou tridimensional. A curvatura {\displaystyle \kappa }pode ser determinada por:
{\displaystyle \kappa (t)={\lVert {\vec {T'}}(t)\rVert  \over \lVert {\vec {r'}}(t)\rVert }}
{\displaystyle \kappa ={\frac {\sqrt {\left(z''y'-y''z'\right)^{2}+\left(x''z'-z''x'\right)^{2}+\left(y''x'-x''y'\right)^{2}}}{\left({x'}^{2}+{y'}^{2}+{z'}^{2}\right)^{\frac {3}{2}}}},}
{\displaystyle \kappa ={\lVert {\vec {r'}}\times {\vec {r''}}\rVert  \over \lVert {\vec {r'}}\rVert ^{3}}}
A representação de limite para a curvatura de uma curva no seu ponto {\displaystyle P(x,y)} é {\displaystyle \kappa =\lim \limits _{\Delta s\rightarrow 0}{\frac {\Delta \theta }{\Delta s}}}, onde {\displaystyle \Delta s} é o comprimento da curva entre o ponto {\displaystyle P(x,y)} e um ponto {\displaystyle Q(x,y)}, também na curva, de modo que a distância entre P e Q tenda a 0. {\displaystyle \Delta \theta } é o ângulo de giro da tangente da curva, entre o ponto P e Q.
Interpretação da curva no espaço bidimensional:
{\displaystyle k={|d\Phi | \over |ds|}}
A curvatura no espaço bidimensional pode ser interpretada como a magnitude da taxa de variação do ângulo (medido no sentido anti-horário a partir do eixo x positivo até o vetor tangente unitário) com relação à posição s. Quanto maior for a curvatura, mais rápido varia o ângulo em relação a s. No caso de uma reta, o ângulo é constante e, consequentemente, a curvatura é nula.

### Curvas de espaço

Animação da curvatura e do vetor de aceleração T′(s)

Como no caso de curvas em duas dimensões, a curvatura de uma curva espacial regular C em três dimensões (e superior) é a magnitude da aceleração de uma partícula que se move com a velocidade unitária ao longo de uma curva. Assim, se γ(s) é a parametrização de C comprimento do arco, o vetor tangencial unitário T(s) é dado por
{\displaystyle \mathbf {T} (s)={\boldsymbol {\gamma }}'(s)}
e a curvatura é a magnitude da aceleração:
{\displaystyle \kappa (s)=\|\mathbf {T} '(s)\|=\|{\boldsymbol {\gamma }}''(s)\|.}
A direção da aceleração é o vetor normal de unidade N(s), definido por
{\displaystyle \mathbf {N} (s)={\frac {\mathbf {T} '(s)}{\|\mathbf {T} '(s)\|}}.}
O plano que contém os dois vetores T(s) e N(s) é o plano osculador da curva em γ(s) . A curvatura tem a seguinte interpretação geométrica. Existe um círculo no plano osculador tangente a γ(s) cuja série de Taylor para segunda ordem no ponto de contato concorda com a de γ(s) . Este é o círculo de curvatura para a curva. O raio do círculo R(s) é chamado raio de curvatura e a curvatura é recíproca do raio de curvatura:
{\displaystyle \kappa (s)={\frac {1}{R(s)}}.}

A tangente, a curvatura e o vetor normal juntos descrevem o comportamento de segunda ordem de uma curva perto de um ponto. Em três dimensões, o comportamento de terceira ordem de uma curva é descrito por uma noção relacionada de torção, que mede a extensão em que uma curva tende a se mover em um caminho helicoidal no espaço. A torção e a curvatura são relacionadas pelo Triedro de Frenet (em três dimensões) e sua generalização (em dimensões mais altas).

Círculo de curvatura ilustrando as propriedades da curvatura.

## Raio de Curvatura
Em geral, se uma curva C no espaço bidimensional tem curvatura {\displaystyle \kappa }não nula no ponto P, então o círculo de raio {\displaystyle \rho =1/\kappa } que tangencia a curva C no ponto P e centro no lado côncavo da curva em P é chamado de círculo de curvatura ou círculo osculador em P. Nesse ponto P, além de o círculo e a curva se tangenciarem, ambos têm a mesma curvatura. O círculo de curvatura em P é o círculo que melhor aproxima a curva C na vizinhança de P.

## Curvatura na física

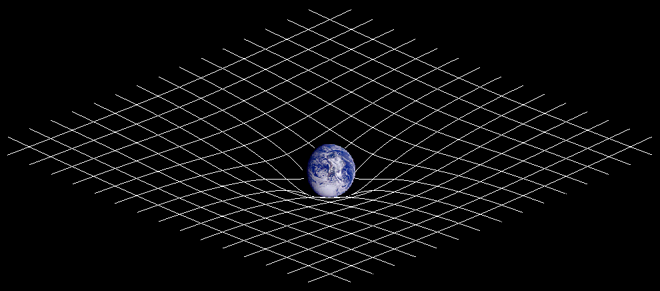

A Relatividade geral prevê que um corpo de grande massa pode alterar a geometria do espaço-tempo, tornando-o curvo. Essa curvatura do espaço-tempo quadridimensional altera a trajetória dos corpos que passem em torno de si, como a deflexão da luz, que tem seus feixes arqueados para dentro pelo campo gravítico do corpo. Nesse espaço-tempo a geodésica entre dois observadores não é a reta.